# Ormurin langi
Ormurin Langi (en español, La serpiente larga) canción popular de las Islas Feroe, escrita sobre 1830 por Jens Christian Djurhuus.
Cuenta con 86 versos y está en feroés y trata sobre el tiránico rey Olaf Tryggvason.
El grupo de metal feroés Týr incluyó, en su álbum How Far to Asgaard una versión de esta canción.